# Angster (Münze)
Ein Angster war ursprünglich eine „dünne“, einseitig geprägte Schweizer Pfennigmünze, die erstmals im 14. Jahrhundert bezeugt wurde, beispielsweise 1362 in Basel, und in der nachmaligen Deutschschweiz weite Verbreitung fand. Die letzte Prägung fand 1847 in Luzern statt.
Äquivalente waren etwa

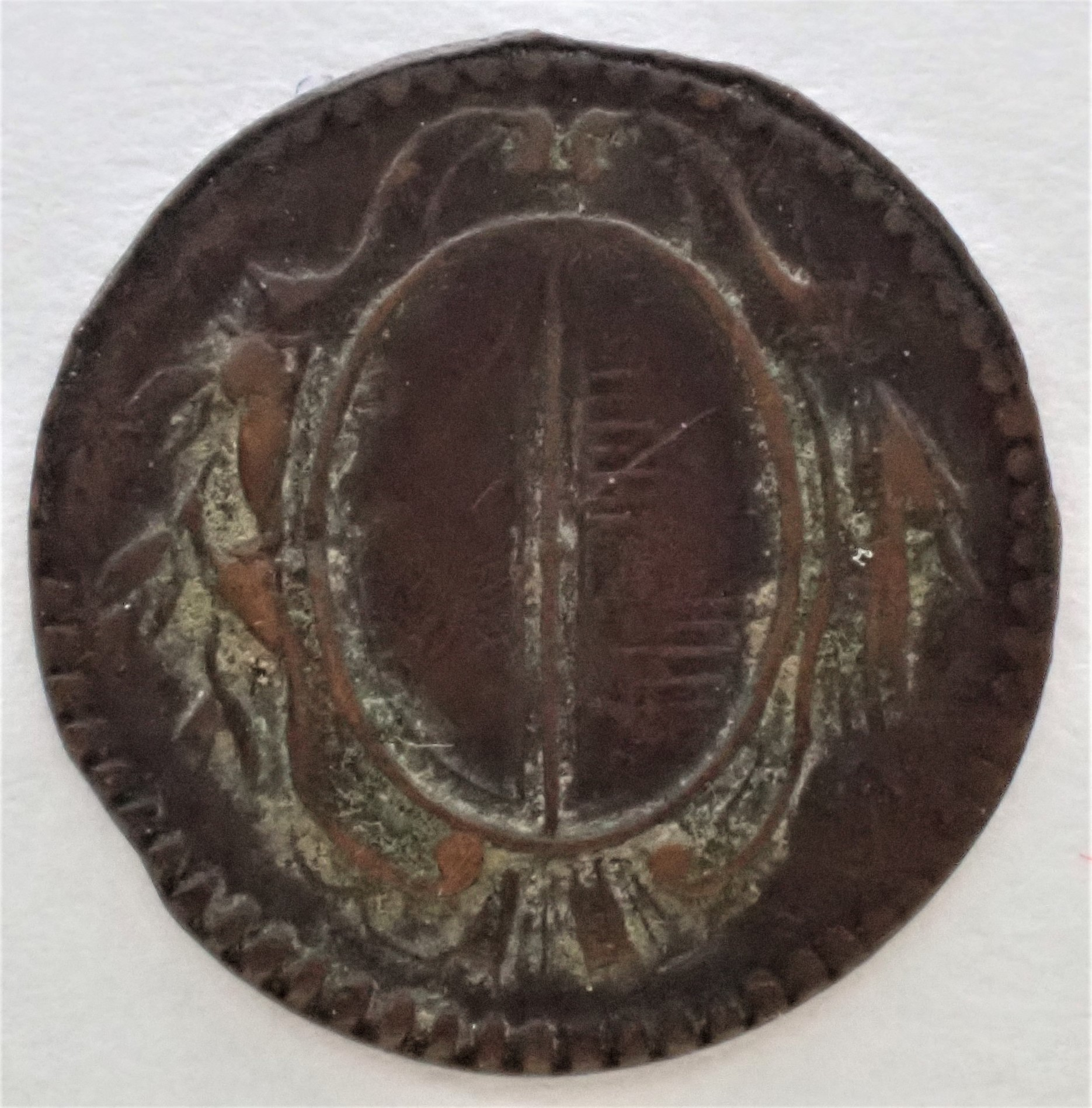
Luzerner Angster von 1790

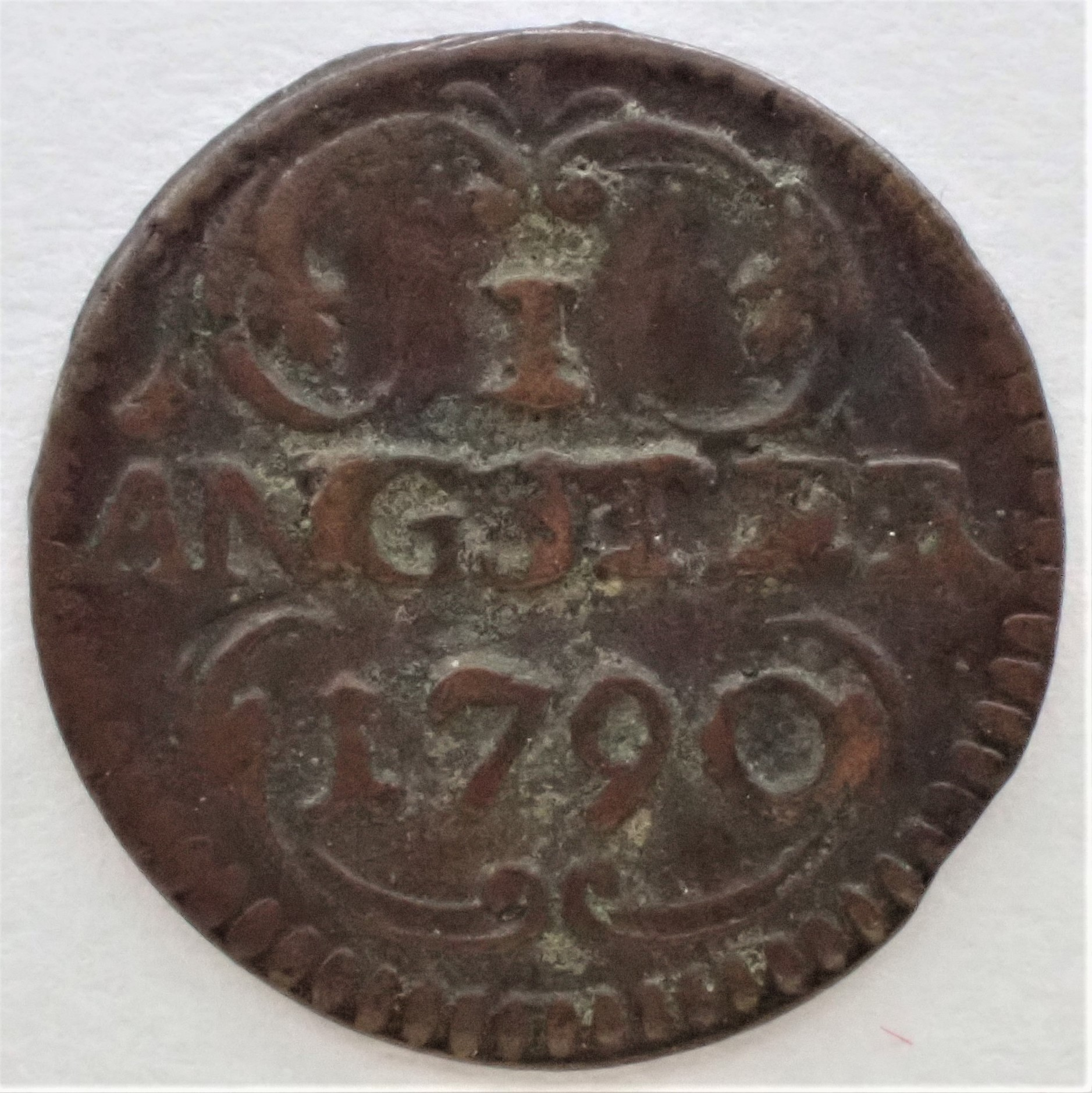
Luzerner Angster; Wertseite

- 1 Angster = 2 Pfennig = 4 Haller, andernorts 1 Angster = 2 Haller
- 6 Angster = 1 Luzerner Schilling, älter 4½ Angster = 1 Luzerner Schilling
- 15 Angster = 1 Groschen.

Schweizerdeutsche Wendungen wie kein Angster wärt oder Wär zum Angster giboren ist, chunt nit zum Guldi zeugten noch im ausgehenden 19. Jahrhundert von der einstigen Verbreitung der Kleinmünze.
Angster ist etymologisch mit dem lateinischen angustus „eng, schmal, dünn“ verwandt; derselbe Wortstamm steckt auch in Angst sowie der Gefässbezeichnung Angster.